# The Best of Michael Hedges
Best of Michael Hedges è un album raccolta di Michael Hedges, pubblicato dalla Windham Hill Records nel 2000.

## Tracce
Composizioni di Michael Hedges tranne dove indicato
1. The Funky Avocado – 2:05 – Tratto dall'album Breakfast in the Field (1981)
2. Silent Anticipations – 3:19 – Tratto dall'album Breakfast in the Field (1981)
3. Aerial Boundaries – 4:45 – Tratto dall'album Aerial Boundaries (1984)
4. Rickover's Dream – 4:52 – Tratto dall'album Aerial Boundaries (1984)
5. The Streamlined Man – 3:46 – Tratto dall'album Watching My Life Go By (1985)
6. Woman of the World – 4:19 – Tratto dall'album Watching My Life Go By (1985)
7. All Along the Watchtower – 3:00 (Bob Dylan) – Tratto dall'album Watching My Life Go By (1985)
8. Because It's There – 3:13 – Tratto dall'album Live on the Double Planet (1987)
9. The Double Planet – 3:24 – Tratto dall'album Live on the Double Planet (1987)
10. Ritual Dance – 2:18 – Tratto dall'album Taproot (1990)
11. Road to Return – 6:03 – Tratto dall'album The Road to Return (1994)
12. Follow Through – 3:44 – Tratto dall'album The Road to Return (1994)
13. Ignition – 3:29 – Tratto dall'album Oracle (1996)
14. Jitterboogie – 2:38 – Tratto dall'album Oracle (1996)
15. Oracle – 4:08 – Tratto dall'album Oracle (1996)
16. Arrowhead – 2:18 (Richard Shindell) – Tratto dall'album postumo Torched (1999)
17. Java Man – 3:44 – Tratto dall'album postumo Torched (1999)

## Musicisti
- Michael Hedges - voce, chitarra, basso, flauto
- Michael Manring - basso fretless (brani: 1 e 2)
- Bobby McFerrin - voce (brano: 5)